# Ateisme cristià
L'ateisme de valors cristians o ateisme cristià és una ideologia que rebutja el Déu del cristianisme, però segueix els ensenyaments de Jesús. En aquesta ideologia, les històries de Jesús estan relacionades amb la vida moderna, però no han de ser preses literalment mentre que Déu és només un símbol. Aquestes històries es relacionen amb uns valors que són centrals al món occidental.

## Creences
Les creences dels ateus cristians varien, però hi ha uns conceptes bàsics comuns en tots ells. Thomas Ogletree, professor de Teologia Constructiva del Chicago Theological Seminary, en llista quatre:
1. Inexistència de Déu en el nostre temps. Això inclou l'enteniment de Déu que parteix de la teologia cristiana tradicional.
2. Formar part de la cultura contemporània és una característica necessària de qualsevol treball teològic responsable.
3. Existeix, en diversos graus i formes, una alienació de l'església amb la societat tal com està ara constituïda.
4. El reconeixement de la centralitat de la persona de Jesús a la reflexió teològica.

## Ateus cristians
Thomas Jefferson, tercer president dels EUA i pare de la nació, va publicar un llibre titulat La vida i morals de Jesús de Natzaret, on elimina qualsevol referència a la divinitat. El filòsof Slavoj Žižek i l'etòleg Richard Dawkins s'autoidentifiquen com a ateus cristians.